# Яковлевская волость (Покровский уезд)
Яковлевская волость — историческая административно-территориальная единица в составе Покровского уезда Владимирской губернии.

## История
В середине XII — начале XIII веков территория принадлежала Ростово-Суздальскому княжеству. Яковлевская волость образована в XIX веке, до этого территория относилась к Сенежской волости.

## Населённые пункты
По данным на 1905 год из книги Список населённых мест Владимирской губернии в Яковлевскую волость входили следующие населённые места:
- Власово (сельцо)
- Мануйлово
- Ново-Николаевка
- Сабаниной имение (2 человека, 1 двор)
- Савинская
- Федотово
- Щетинино (Щетиново[3])
- Яковлево (село)

## Волостное правление
В 1890 году административным центром волости была деревня Яковлево.
По данным на 1900 год: волостной старшина — Василий Иванович Кислов, писарь — Андрей Васильевич Герасимов.
По данным на 1910 год: волостной старшина — Иван Бахов, писарь — Дмитрий Зуйков.

## Население
В 1890 году Яковлевская волость Покровского уезда включает 3751 десятин крестьянской земли, 8 селений, 420 крестьянских дворов (26 не крестьянских), 2229 душ обоего пола.

## Промыслы
По данным на 1895 год жители волости занимались отхожими промыслами (фабричные рабочие, прислуга); из местных промыслов отмечается только ткачество (карусет, бумажный тик, сарпинка).